# Wikipédia en zélandais
Wikipédia en zélandais (en zélandais : Zeêuwstaelihe Wikipedia) est l’édition de Wikipédia en zélandais, langue germano-néerlandaise parlée aux Pays-Bas. L'édition est lancée le 30 septembre 2006,,,. Son code est : zea.
Au 21 mars 2025, l'édition en zélandais contient 6 519 articles et compte 14 464 contributeurs, dont 20 contributeurs actifs et 3 administrateurs.

## Présentation

Les différents dialectes aux Pays-Bas.
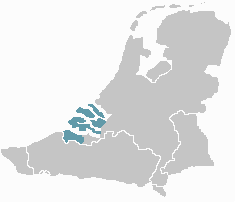
Aire de diffusion du zélandais.

## Statistiques
- Le 10 mars 2015, l'édition en zélandais compte 4 294 articles et 5 710 utilisateurs enregistrés[5], ce qui en fait la 163e[6] édition linguistique de Wikipédia par le nombre d'articles et la 210e[7] par le nombre d'utilisateurs enregistrés, parmi les 287 éditions linguistiques actives.
- Le 7 novembre 2022, elle contient 5 359 articles et compte 12 266 contributeurs, dont 16 contributeurs actifs et 3 administrateurs.
- Le 18 septembre 2024, elle contient 6 387 articles et compte 14 020 contributeurs, dont 24 contributeurs actifs et 3 administrateurs.